# Leichtathletik-Weltmeisterschaften 2005/Weitsprung der Frauen
Der Weitsprung der Frauen bei den Leichtathletik-Weltmeisterschaften 2005 wurde am 9. und 10. August 2005 im Olympiastadion der finnischen Hauptstadt Helsinki ausgetragen.
Ihren ersten großen Titel bei einer internationalen Meisterschaft errang die US-Amerikanerin  Tianna Madison. Silber ging an die französische Titelverteidigerin Eunice Barber, die auch im Siebenkampf als Weltmeisterin von 1999 sehr erfolgreich war. In dieser Disziplin war sie drei Tage zuvor ebenfalls Vizeweltmeisterin geworden. Bronze ging an die Kubanerin Yargelis Savigne, die drei Tage zuvor im Dreisprung Silber errungen hatte.

## Bestehende Rekorde
| Weltrekord | 7,52 m | Galina Tschistjakowa | Leningrad (heute St. Petersburg), Sowjetunion (heute Russland) | 11. Juni 1988     |
| WM-Rekord  | 7,36 m | Jackie Joyner-Kersee | WM 1987 in Rom, Italien                                        | 4. September 1987 |

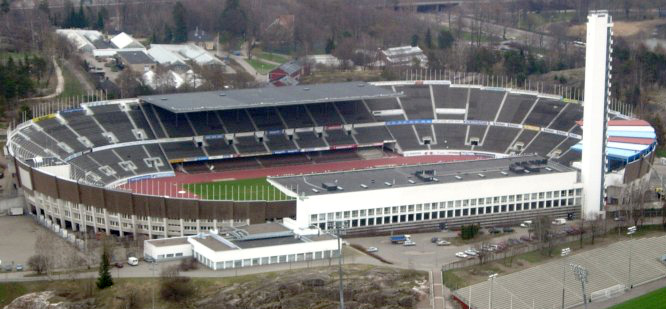
Das Olympiastadion in Helsinki im Mai 2005

Der bestehende WM-Rekord wurde bei diesen Weltmeisterschaften nicht eingestellt und nicht verbessert.

## Doping
Die Russin Tatjana Kotowa, die mit 6,79 m auf den zweiten Platz gekommen war, wurde wegen Dopingvergehens nachträglich disqualifiziert.
Hier kam es zu Benachteiligungen für zwei Athletinnen:
- Jackie Edwards, Bahamas – Sie wäre im Finale als achtplatzierte Springerin zu drei weiteren Sprüngen berechtigt gewesen.
- Rose Richmond, USA – Sie hätte als zwölftplatzierte Teilnehmerin aus beiden Qualifikationsgruppen im Finale starten dürfen.

## Windbedingungen
In den folgenden Ergebnisübersichten sind die Windbedingungen zu den einzelnen Sprüngen benannt. Der erlaubte Grenzwert liegt bei zwei Metern pro Sekunde. Bei stärkerer Windunterstützung wird die Weite für den Wettkampf gewertet, findet jedoch keinen Eingang in Rekord- und Bestenlisten.

## Legende
Kurze Übersicht zur Bedeutung der Symbolik – so üblicherweise auch in sonstigen Veröffentlichungen verwendet:
| – | verzichtet                                 |
| x | ungültig                                   |
| w | Windunterstützung über dem zulässigen Wert |

## Qualifikation
9. August 2005, 14:15 Uhr
25 Teilnehmerinnen traten in zwei Gruppen zur Qualifikationsrunde an. Die Qualifikationsweite für den direkten Finaleinzug betrug 6,65 m. Zwei Athletinnen übertrafen diese Marke (hellblau unterlegt). Das Finalfeld wurde mit den zehn nächstplatzierten Sportlerinnen auf zwölf Springerinnen aufgefüllt (hellgrün unterlegt). So mussten schließlich 6,53 m bei einem zweitbesten Sprung von mindestens 6,52 m für die Finalteilnahme erbracht werden. Zwei Wettbewerberinnen, die 6,53 m erzielt hatten, qualifizierten sich für das Finale, eine weitere Athletin, die ebenfalls 6,53 m gesprungen war, schied aus, weil ihr zweitbester Versuch 6,38 m betrug und sie damit auf dem Gesamtrang dreizehn aus beiden Qualifikationsgruppen lag. Sie war später zwar endgültige Zwölfte, was sich jedoch erst nach der Disqualifikation der Dopingsünderin, die viel später stattfand, herausstellte.

### Gruppe A
| Platz | Name                 | Nation         | Resultat (m) | 1. Versuch (m) Wind (m/s) | 2. Versuch (m) Wind (m/s) | 3. Versuch (m) Wind (m/s) | Anmerkung                              |
| 1     | Concepción Montaner  | Spanien        | 6,65 w       | 6,65 / +2,3               | –                         | –                         |                                        |
| 2     | Yargelis Savigne     | Kuba           | 6,57         | 6,57 / +0,7               | x                         | x                         |                                        |
| 3     | Kelly Sotherton      | Großbritannien | 6,55         | 6,55 / +1,3               | 6,34 / −0,3               | 6,35 / +2,9               |                                        |
| 4     | Elva Goulbourne      | Jamaika        | 6,53         | 6,52 / −0,2               | 6,53 / +0,6               | x                         |                                        |
| 5     | Rose Richmond        | USA            | 6,53 w       | 6,53 / +2,5               | 6,29 / +1,1               | 6,38 / +1,1               | eigentlich für das Finale qualifiziert |
| 6     | Fiona May            | Italien        | 6,51         | 6,36 / +0,4               | 6,34 / +0,7               | 6,51 / −1,0               |                                        |
| 7     | Marestella Sunang    | Philippinen    | 6,46         | 4,81 / +0,1               | 6,46 / +0,9               | x                         |                                        |
| 8     | Naide Gomes          | Portugal       | 6,42         | 6,42 / +0,1               | 6,27 / −0,7               | x                         |                                        |
| 9     | Natalia Kilpeläinen  | Finnland       | 6,34         | x                         | 6,34 / +0,9               | 6,27 / +0,5               |                                        |
| 10    | Ineta Radēviča       | Lettland       | 6,18         | x                         | 6,13 / −0,8               | 6,18 / −0,7               |                                        |
| 11    | Soko Salaqiqi        | Fidschi        | 5,77         | 5,55 / +0,9               | 5,77 / +1,7               | x                         |                                        |
| 12    | Martina Darmovzalová | Tschechien     | 5,74         | 5,74 / −0,5               | x                         | x                         |                                        |
| DOP   | Tatjana Kotowa       | Russland       |              |                           |                           |                           | für das Finale zugelassen              |
| DNS   | Kéné Ndoye           | Senegal        |              |                           |                           |                           |                                        |

In der Qualifikation aus Gruppe A ausgeschiedene Weitspringerinnen:

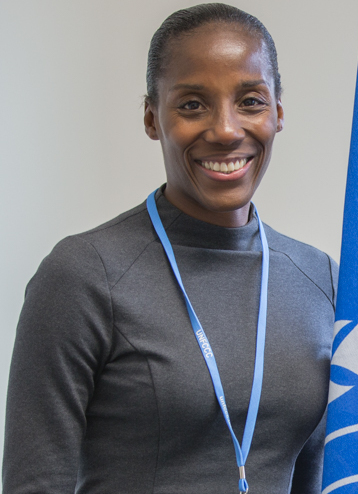
Fiona May, u. a. zweifache Weltmeisterin und zweifache Olympiazweite – Rang sechs mit 6,51 m
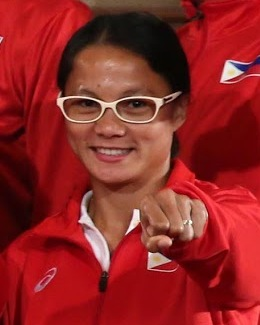
Marestella Sunang Rang sieben mit 6,46 m
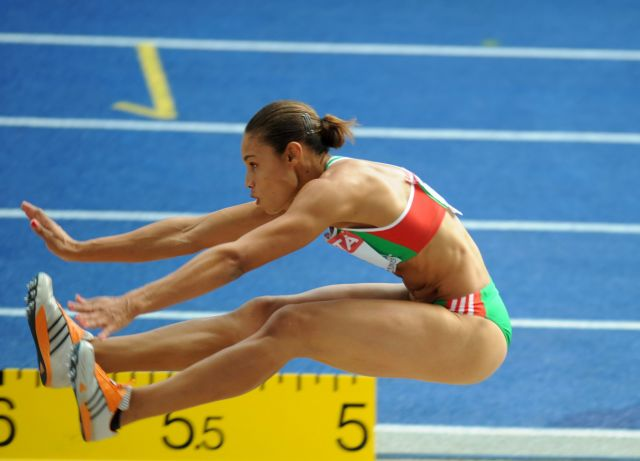
Naide Gomes Rang acht mit 6,42 m
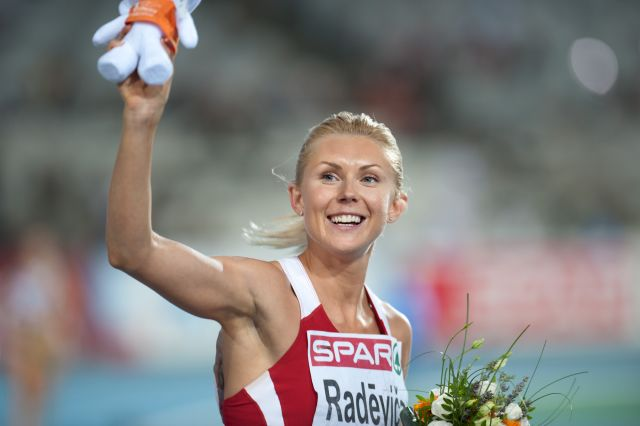
Ineta Radēviča Rang zehn mit 6,18 m

### Gruppe B

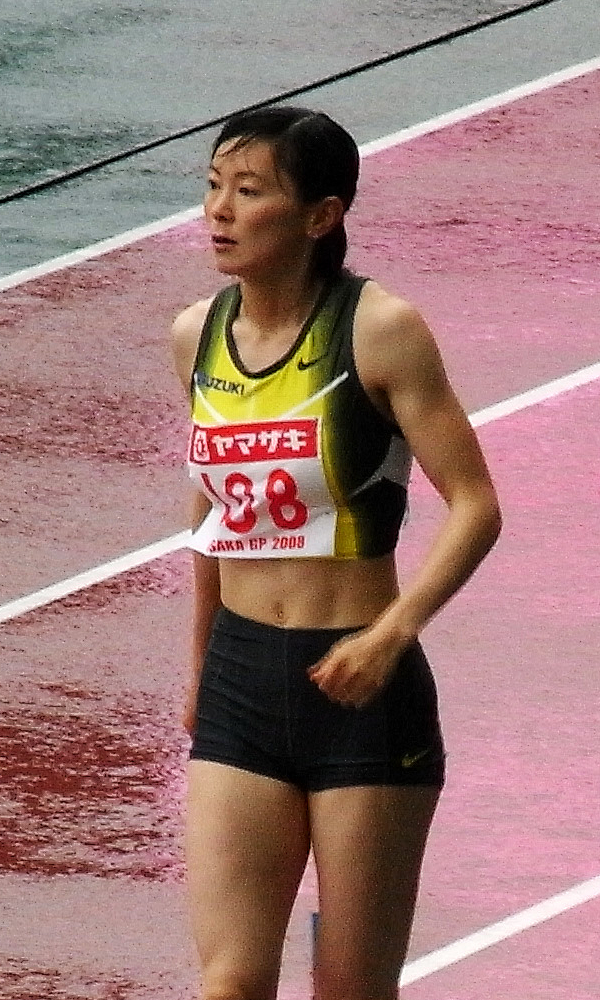
Kumiko Imura fehlten drei Zentimeter zur Teilnahme am Finale
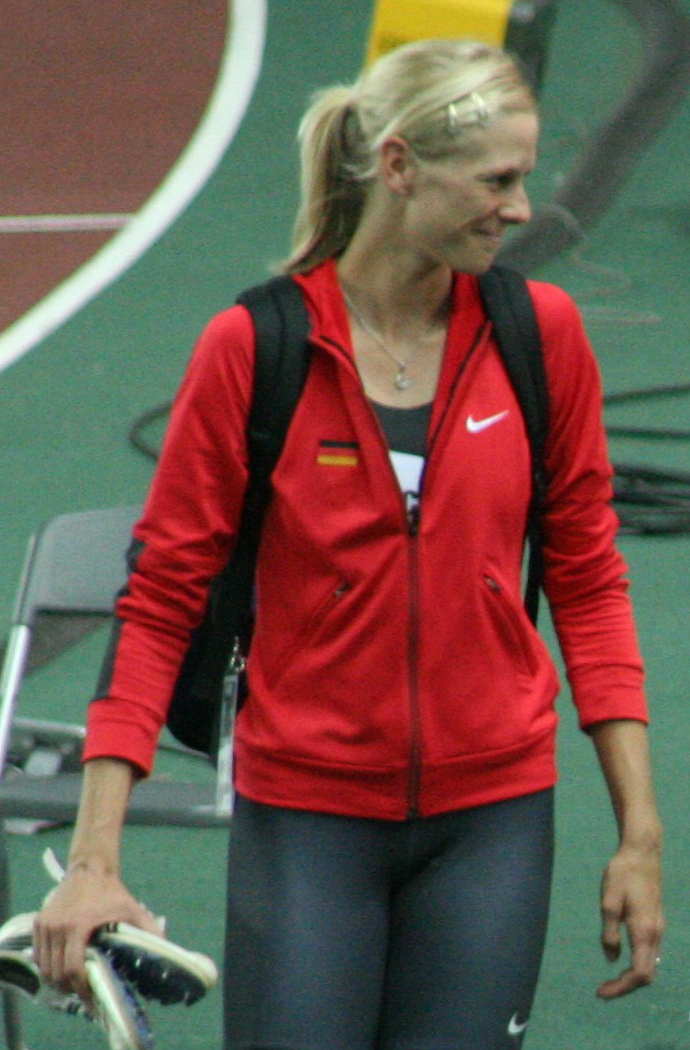
Bianca Kappler schied mit 6,35 m in der Qualifikation aus

| Platz | Name                | Nation       | Resultat (m) | 1. Versuch (m) Wind (m/s) | 2. Versuch (m) Wind (m/s) | 3. Versuch (m) Wind (m/s) |
| 1     | Tianna Madison      | USA          | 6,83         | 6,83 / +1,2               | –                         | –                         |
| 2     | Tünde Vaszi         | Ungarn       | 6,62         | 6,62 / −0,9               | x                         | –                         |
| 3     | Eunice Barber       | Frankreich   | 6,60         | 6,50 / +0,2               | 6,60 / +0,6               | 6,60 / +2,3               |
| 4     | Grace Upshaw        | USA          | 6,59         | 6,53 / −1,0               | x                         | 6,59 / −0,5               |
| 5     | Oxana Udmurtowa     | Russland     | 6,56         | 6,06 / ±0,0               | 6,49 / +1,1               | 6,56 / +1,6               |
| 6     | Anju Bobby George   | Indien       | 6,54         | 6,54 / −1,0               | 6,38 / +0,2               | 6,47 / −0,2               |
| 7     | Jackie Edwards      | Bahamas      | 6,53         | 6,53 / +1,7               | x                         | 6,53 / +1,5               |
| 8     | Kumiko Imura        | Japan        | 6,51         | x                         | 6,51 / −1,0               | x                         |
| 9     | Oleksandra Stadnjuk | Ukraine      | 6,40         | x                         | 6,40 / +1,5               | 6,30 / +1,9               |
| 10    | Bianca Kappler      | Deutschland  | 6,35         | 6,11 / −0,3               | x                         | 6,35 / +0,9               |
| 11    | Ioanna Kafetzi      | Griechenland | 6,31         | x                         | 6,31 / +±0,0              | x                         |
| 12    | Adina Anton         | Rumänien     | 6,25         | x                         | x                         | 6,25 / +0,4               |
| DNS   | Irina Meleschina    | Russland     |              |                           |                           |                           |

## Finale
10. August 2005, 18:35 Uhr
| Platz | Name                | Nation         | Resultat (m) | 1. Versuch (m) Wind (m/s) | 2. Versuch (m) Wind (m/s) | 3. Versuch (m) Wind (m/s) | 4. Versuch (m) Wind (m/s)                       | 5. Versuch (m) Wind (m/s)                       | 6. Versuch (m) Wind (m/s)                       |
| 1     | Tianna Madison      | USA            | 6,89         | x                         | 6,69 / +1,5               | 6,35 / +0,8               | x                                               | 6,89 / +1,1                                     | x                                               |
| 2     | Eunice Barber       | Frankreich     | 6,76 w       | 6,44 / +1,6               | x                         | 6,31 / +0,5               | 6,70 −1,4                                       | x                                               | 6,76 / +2,3                                     |
| 3     | Yargelis Savigne    | Kuba           | 6,69         | 6,69 / +0,1               | 6,34 / +0,2               | x                         | x                                               | 6,51 / +0,6                                     | 6,67 / +0,3                                     |
| 4     | Anju Bobby George   | Indien         | 6,66         | 6,66 / +1,4               | 6,59 / +0,8               | 6,57 / +0,2               | 6,51 / −0,3                                     | x                                               | 6,56 / +0,5                                     |
| 5     | Oxana Udmurtowa     | Russland       | 6,53         | 6,45 / +2,8               | 5,97 / +1,4               | 6,53 / +1,0               | 6,46 / +1,5                                     | x                                               | 6,28 / +2,4                                     |
| 6     | Grace Upshaw        | USA            | 6,51         | 6,44 / +0,6               | 6,24 / +0,1               | 6,49 / +0,3               | 6,51 / +1,4                                     | x                                               | 6,38 / −0,1                                     |
| 7     | Kelly Sotherton     | Großbritannien | 6,42 w       | 6,38 / +1,2               | x                         | 6,42 / +5,4               | x                                               | x                                               | x                                               |
| 8     | Jackie Edwards      | Bahamas        | 6,42 w       | 6,14 / +1,9               | x                         | 6,42 / +2,9               | eigentlich zu drei weiteren Sprüngen berechtigt | eigentlich zu drei weiteren Sprüngen berechtigt | eigentlich zu drei weiteren Sprüngen berechtigt |
| 9     | Tünde Vaszi         | Ungarn         | 6,32         | 6,32 / +1,7               | 6,25 / −1,0               | 6,11 / +1,3               | nicht im Finale der besten acht Springerinnen   | nicht im Finale der besten acht Springerinnen   | nicht im Finale der besten acht Springerinnen   |
| 10    | Concepción Montaner | Spanien        | 6,32         | 6,32 / +1,3               | 6,05 / −0,4               | 6,11 / +3,6               | nicht im Finale der besten acht Springerinnen   | nicht im Finale der besten acht Springerinnen   | nicht im Finale der besten acht Springerinnen   |
| 11    | Elva Goulbourne     | Jamaika        | 6,21         | 6,21 / 1,7                | x                         | x                         | nicht im Finale der besten acht Springerinnen   | nicht im Finale der besten acht Springerinnen   | nicht im Finale der besten acht Springerinnen   |
| DOP   | Tatjana Kotowa      | Russland       |              |                           |                           |                           |                                                 |                                                 |                                                 |

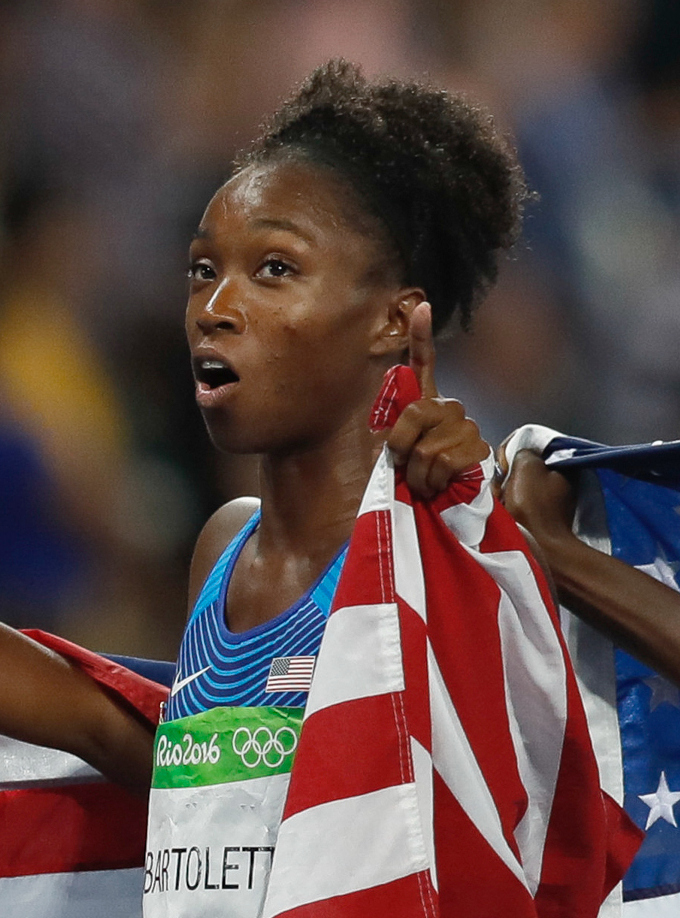
Weltmeisterin Tianna Madison
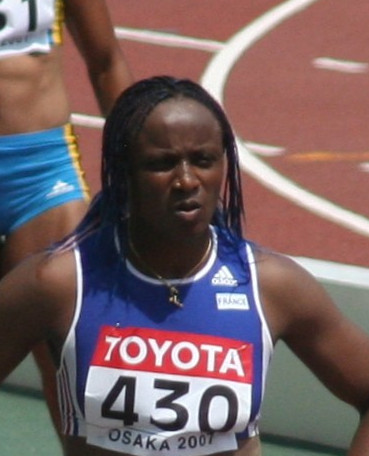
Zweiter Rang für die Titelverteidigerin Eunice Barber, im Siebenkampf 1999 Weltmeisterin und drei Tage zuvor Vizeweltmeisterin
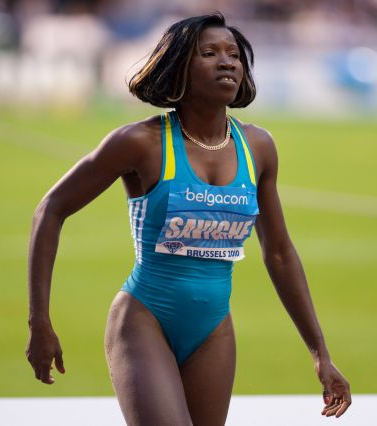
Bronzemedaillengewinnerin Yargelis Savigne
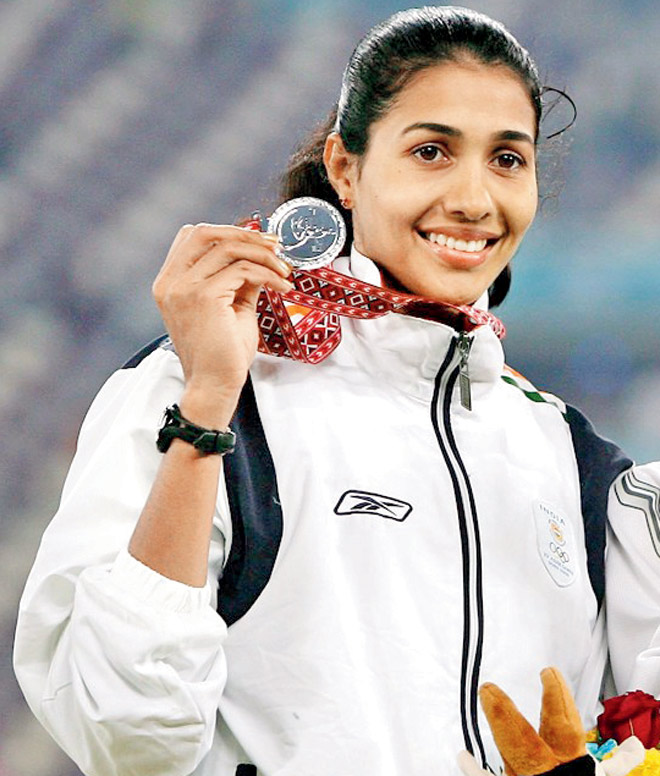
Anju Bobby George belegte Rang vier
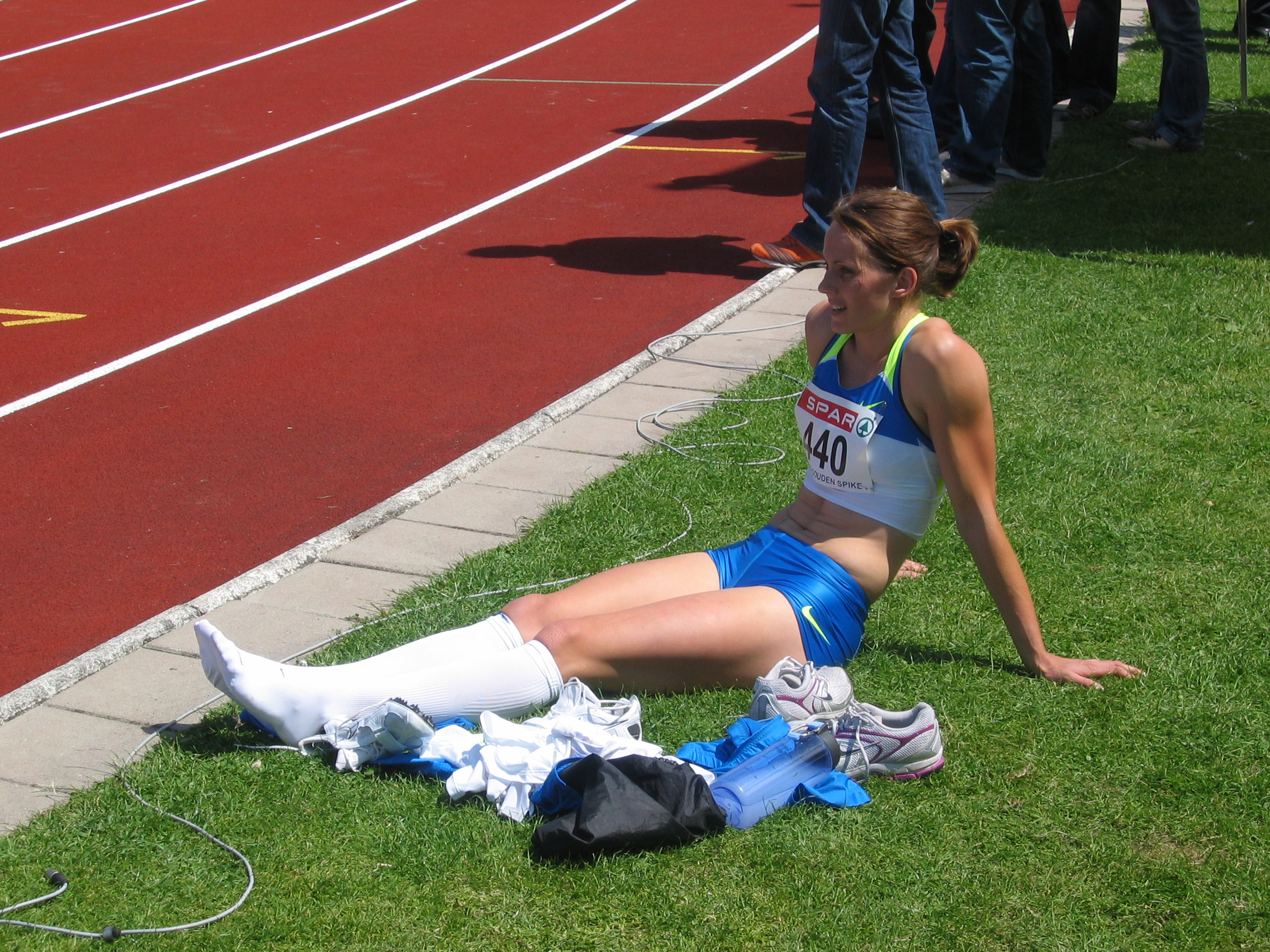
Kelly Sotherton kam auf den siebten Platz
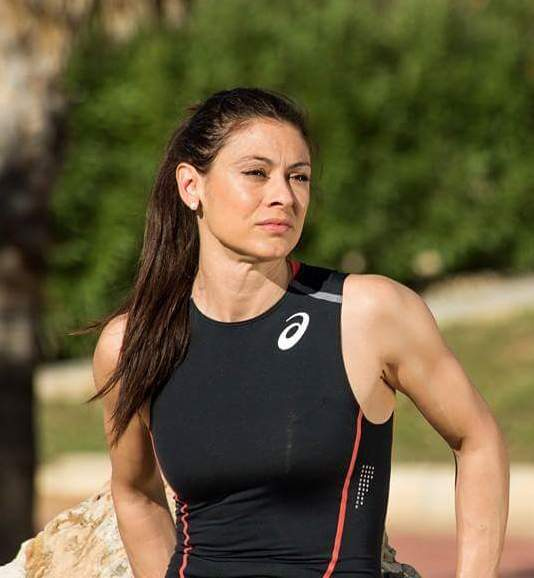
Concepción Montaner erreichte Platz zehn

## Video
- 2005 World Championship Women's Long Jump – 1st Tianna Madison, youtube.com, abgerufen am 12. Oktober 2020